# Liste der Mitglieder der Schleswigschen Ständeversammlung 1856
Diese Liste nennt die Mitglieder der Schleswigschen Ständeversammlung in der Wahlperiode 1856.

## Zusammensetzung
Die Schleswigsche Ständeversammlung bestand nun aus 55 Mitgliedern, die in 6 Kurien gewählt wurden:
1. 5 Abgeordnete wurden von der Geistlichkeit gewählt
2. 4 Abgeordnete wurden vom Probst des adligen St.-Johannis-Kloster vor Schleswig und der schleswigschen Ritterschaft gewählt
3. 5 Abgeordnete wurden von den Besitzern der größeren Güter gewählt
4. 10 Abgeordnete wurden von den Städten gewählt
5. 17 Abgeordnete wurden in den ländlichen Distrikten gewählt
6. 2 Abgeordnete wurden in den gemischen Distrikten (Aarö und Fehmarn) gewählt

Für die Abgeordneten wurde jeweils ein Stellvertreter gewählt.

## Abgeordnetenliste
| Titel                                  | Name                                    | Wählergruppe                          | Wahlbezirk Nr. | Anmerkung                      |
| -------------------------------------- | --------------------------------------- | ------------------------------------- | -------------- | ------------------------------ |
| Pastor zu Monsbeck                     | Christian Daniel Möller                 | Geistlichkeit                         | 1. Distrikt    |                                |
| Propst in Husby                        | Aleth Sophus Hansen                     | Geistlichkeit                         | 2. Distrikt    |                                |
| Pastor zu Medelhus                     | Christian Christiansen                  | Geistlichkeit                         | 3. Distrikt    |                                |
| Pastor zu Uelvesbüll                   | Uhde Thaden                             | Geistlichkeit                         | 4. Distrikt    |                                |
| Propst zu Burg auf Fehmarn             | Peter Otzen                             | Geistlichkeit                         | 5. Distrikt    | Präsident                      |
| Kammerherr                             | Friedrich Carl Georg von Ahlefeldt      | St.-Johannis-Kloster und Ritterschaft | 0              |                                |
| Hofjägermeister                        | Henning Otto von Ahlefeldt              | St.-Johannis-Kloster und Ritterschaft | 0              |                                |
| Graf                                   | Roderich von Baudissin                  | St.-Johannis-Kloster und Ritterschaft | 0              |                                |
| Kammerherr                             | Ludwig Ulrich Hans Baron von Brockdorff | St.-Johannis-Kloster und Ritterschaft | 0              |                                |
| Gutsbesitzer auf Warleberg bei Gettorf | S. C. Radbruch                          | Größere Gutsbesitzer                  | 0              |                                |
| Gutsbesitzer auf Friedensthal          | P. C. Schmidt                           | Größere Gutsbesitzer                  | 0              |                                |
| Gutsbesitzer auf Gelting               | Siegfried von Hobe-Gelting              | Größere Gutsbesitzer                  | 0              |                                |
| Gutsbesitzer zu Schobüllgaard          | Johann Georg Kittel                     | Größere Gutsbesitzer                  | 0              |                                |
| Kanzleigutsbesitzer zu Tolkschuby      | G. Jensen                               | Größere Gutsbesitzer                  | 0              |                                |
| Kanzleirat in Flensburg                | Hans Petersen Schmidt                   | Städte                                | 1. Distrikt    |                                |
| Agent, Ratsverwandter in Flensburg     | H. C. Jensen                            | Städte                                | 1. Distrikt    |                                |
| Kaufmann in Hadersleben                | Hans Petersen                           | Städte                                | 2. Distrikt    |                                |
| Gastwirt in Sonderburg                 | Friedrich Carl la Motte                 | Städte                                | 4. Distrikt    |                                |
| Brandweinbrenner in Hoyer              | Matthias Christian Mathiesen            | Städte                                | 5. Distrikt    |                                |
| Gastwirt in Bredstedt                  | Jacob Jessen                            | Städte                                | 6. Distrikt    |                                |
| Ratsverwandter in Garding              | Johann Jacob Hansen                     | Städte                                | 7. Distrikt    |                                |
| Ratsverwandter in Schleswig            | Joh. Gerhard Ric. Marquardsen           | Städte                                | 8. Distrikt    | Vater von Heinrich Marquardsen |
| Fabrikant in Cappeln                   | Carl Eduard Claussen                    | Städte                                | 9. Distrikt    |                                |
| Rathsverwandter in Apenrade            | M. Bahnsen                              | Städte                                | 10. Distrikt   |                                |
| Hofbesitzer in Bevtoft                 | Hans Andersen Krüger                    | ländliche Distrikte                   | 1. Distrikt    |                                |
| Hofbesitzer in Hjerndrup               | Christian Hansen Juhl                   | ländliche Distrikte                   | 2. Distrikt    |                                |
| Amtsverwalter, Hofbesitzer in Houdst   | Laurids Skau                            | ländliche Distrikte                   | 3. Distrikt    |                                |
| Kirchspielvogt in Stollig              | Hans Christian Reuter                   | ländliche Distrikte                   | 4. Distrikt    |                                |
| Landmann in Ravenskoppel               | Jørgen Hansen                           | ländliche Distrikte                   | 5. Distrikt    |                                |
| Mühlenbesitzer in Tandslet             | Hans Christian Bladt                    | ländliche Distrikte                   | 6. Distrikt    |                                |
| Hofbesitzer auf Wraagaard              | Johann Friedrich Momsen                 | ländliche Distrikte                   | 7. Distrikt    |                                |
| Hofbesitzer zu Dammbüll                | Hans Klindt Dahl                        | ländliche Distrikte                   | 8. Distrikt    |                                |
| Hofbesitzer und Müller zu Meyn         | Peter Hinrichsen                        | ländliche Distrikte                   | 9. Distrikt    |                                |
| Hofbesitzer in Drelsdorf               | Paul Friedrich Martensen                | ländliche Distrikte                   | 10. Distrikt   |                                |
| Hofbesitzer in Wohlde                  | Johann Peters Kielholz                  | ländliche Distrikte                   | 11. Distrikt   |                                |
| Rathmann in Oldenswort                 | Adolph Theodor Thomsen                  | ländliche Distrikte                   | 12. Distrikt   |                                |
| Pfennigmeister im Kirchspiel Garding   | Matthias Christian Petersen             | ländliche Distrikte                   | 13. Distrikt   |                                |
| Hofbesitzer in Hamendorf               | Jürgen Wolff                            | ländliche Distrikte                   | 14. Distrikt   |                                |
| Hofbesitzer in Schinkel                | Johann Detlev Arp                       | ländliche Distrikte                   | 15. Distrikt   |                                |
| Rechensmann, Hofbesitzer in Grumby     | Andreas Hansen                          | ländliche Distrikte                   | 16. Distrikt   |                                |
| Schmied in Sörup                       | Jes Hansen                              | ländliche Distrikte                   | 17. Distrikt   |                                |
| Bohls- und Sandmann in Oldau           | Frederik Schinkel Möller                | gemischte Distrikte                   | 1. Distrikt    |                                |
| Rathsverwandter in Burg auf Fehmarn    | Hans Wilhelm Christian Thomsen          | gemischte Distrikte                   | 2. Distrikt    |                                |